# Aleksandr Kovaljov
Aleksandr Vladimirovitj Kovaljov (ryska: Александр Владимирович Ковалёв), född den 2 mars 1975 i Belaja Kalitva, är en rysk kanotist.
Han tog OS-silver i C-2 1000 meter och OS-brons i C-2 500 meter i samband med de olympiska kanottävlingarna 2004 i Aten.